# Distretto di Santo Tomás de Pata
Il distretto di Santo Tomás de Pata è uno dei dodici distretti della  provincia di Angaraes, in Perù. Si trova nella regione di Huancavelica.